# Messias Targino
Messias Targino är en kommun i Brasilien.   Den ligger i delstaten Rio Grande do Norte, i den östra delen av landet, 1 600 km nordost om huvudstaden Brasília. Antalet invånare är 4 188.
Omgivningarna runt Messias Targino är huvudsakligen savann. Runt Messias Targino är det glesbefolkat, med 10 invånare per kvadratkilometer.